# The peggies
the peggies(더 페기스)는 2011년 가나가와현 가와사키시에서 결성된 일본의 록 밴드이다. 이 밴드는 폿포 익스프레스와 계약을 맺었고 현재 에픽 레코드 재팬과 제휴하고 있다. 밴드 이름은 여성 이름인 페기(Peggy)에서 유래했다.
2022년 7월 8일, 이 밴드는 베스트 오브 컴필레이션 앨범 MMY와 마지막 투어 "페기스 투어 2022 My White"를 발매한 후 같은 해 9월에 무기한 활동을 중단한다고 발표했다.